# Rödskinn

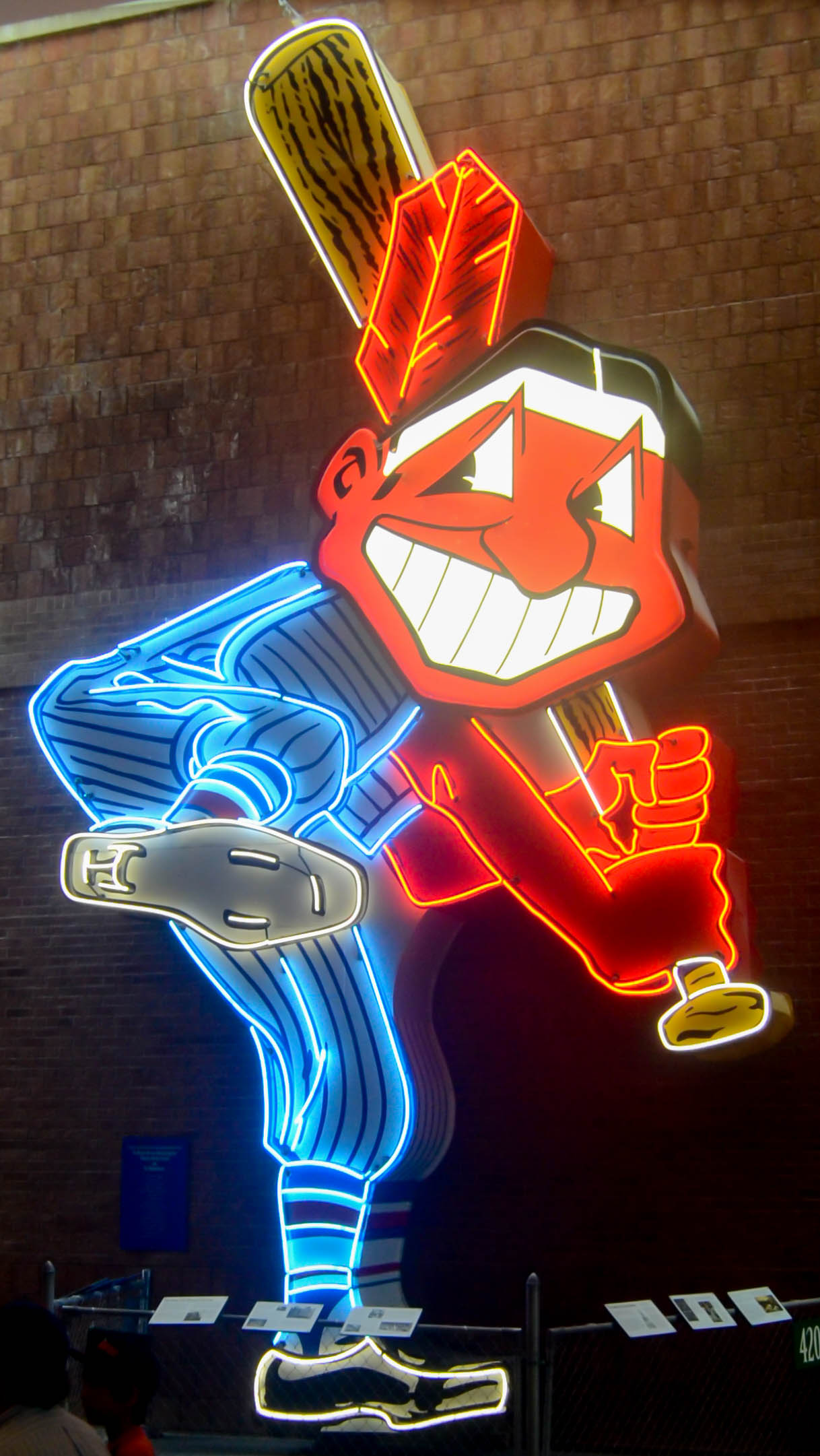
Maskoten en för amerikanska basebollaget Cleveland Indians (1915–2021), skildrandes en prärieindian med överdriven röd hud.

Rödskinn, röding och rödindian är föråldrade, idag främst tabu benämningar på amerikanska urfolk, särskilt prärieindianer. Hörande dessa har det amerikanska urfolket även kallats röda rasen inom rasbiologi.

## Historia
I traditionell historieskrivning anges att rödskinn (engelska: redskin) uppkommit på grund av att indianerna målade sina kroppar röda och har inget med deras egentliga hudfärg att göra, medan rödindian (engelska: red indian) härrör av historiska indianstammar som karakteriserades av rödbrun hudfärg och avsåg ursprungligen dessa.
Det finns viss dokumentation som visar att orden användes respektfullt om indianer runt sekelskiftet 1800, och att indianerna själva använde det, och att det möjligen var litteratur och film som gjorde termen pejorativ.
Begreppen anses idag som rasistiska och nedsättande av många. De har historiskt fungerat som rasistiska skällsord mot indianer och dessa har även ibland kallats för den röda rasen. Namnen har även lett till skildringar av indianer med överdrivet röd hud som sedermera ansetts rasistiska. Ett exempel på det senare är den gamla logotypen för det amerikanska basebollaget Cleveland Indians (1915–2021), vilket sedermera bytt namn  till Cleveland Guardians. Den negativa konnotationen kring begreppen har även tvingat det amerikanska fotbollslaget Washington Redskins (1933–2022) att byta namn till Washington Commanders.

## Jämför
- Guling (skällsord)